# Гаре (Завидовићи)
Гаре су насељено мјесто у Босни и Херцеговини, у општини Завидовићи, које административно припада Федерацији Босне и Херцеговине. Према попису становништва из 2013. године, у насељу је живјело 108 становника, а према попису становништва из 1991. у насељу је живјело 570 становника.

## Становништво
| Националност       | 1991.        | 1981.        | 1971.        | 1961. |
| Срби               | 311 (54,56%) | 345 (51,49%) | 247 (27,82%) |       |
| Муслимани          | 240 (42,11%) | 306 (45,67%) | 604 (68,02%) |       |
| Југословени        | 8 (1,40%)    | 10 (1,49%)   | 8 (0,90%)    |       |
| Хрвати             | 2 (0,35%)    | 1 (0,15%)    | 6 (0,67%)    |       |
| Црногорци          |              |              | 12 (1,35%)   |       |
| остали и непознато | 9 (1,58%)    | 8 (1,19%)    | 11 (1,24%)   |       |
| Укупно             | 570          | 670          | 888          | '     |

| Демографија | Демографија | Демографија |
| Година      | Становника  | Становника  |
| ----------- | ----------- | ----------- |
| 1961.       | 868         |             |
| 1971.       | 888         |             |
| 1981.       | 670         |             |
| 1991.       | 570         |             |